# آنیستو گوترس لوپز
آنیستو گوترس لوپز (انگلیسی: Aniceto Guterres Lopes؛ زادهٔ ۱۶ آوریل ۱۹۶۷) یک سیاستمدار اهل تیمور شرقی و وکیل حقوق‌بشر است. وی همچنین برندهٔ جوایزی همچون جایزه رامون مگسیسی شده است.

## زندگی‌نامه

### دوران جوانی
در ۷ دسامبر ۱۹۷۵، لوپز و خانواده‌اش از تیمور شرقی به بولالو، اندونزی گریختند تا از دست نیروهای اندونزیایی که به تیمور شرقی حمله کرده‌بودند فرار کنند. یک‌سال بعد، پس از بازگشت به تیمور شرقی هنگامی‌که خانواده لوپز متوجه شدند محل سکونتشان در روستای تاپو ویران شده است، به مالیانا نقل مکان کردند.

### تحصیلات
در ۱۹۸۵، لوپز پس از اخذ بورسیه تحصیلی از فرماندار تیمور شرقی، به تحصیل در دانشگاه اودیانا، بالی در رشته حقوق پرداخت.

### سیاست
لوپز هنگام تحصیل در اندونزی در ۱۹۸۹ به مقاومت ملی دانشجویان تیمور شرقی پیوست.

## فعالیت حرفه‌ای
در ۱۹۹۱ لوپز پس از بازگشت به تیمور شرقی، برای یک سازمان غیردولتی در دیلی پایتخت تیمور شرقی مشغول به کار شد.
از ۱۹۹۲ تا ۱۹۹۶، لوپز به عنوان دبیرکل بنیاد کشاورزی و توسعه تیمور شرقی خدمت کرد.
در ۱۹۹۶ لوپز با راه اندازی یک شرکت وکالت در تیمور شرقی فعالیت وکالت خود را آغاز کرد و در مواردی که حقوق بشر نقض می‌شد وکالت متقاضیان را بر عهده می‌گرفت.

### یایاسان هاک
لوپز در سال ۱۹۹۷، زمانی که تیمور شرقی هنوز توسط نیروهای مسلح اندونزی اداره می‌شد، بنیاد حقوق بشر و عدالت (به اختصار یایاسان هاک) را تأسیس کرد. این سازمان خدمات حقوقی را به قربانیان حقوق بشر ارائه می‌کرد و موارد نقض حقوق بشر را ثبت می‌نمود. لوپز از ۱۹۹۷ تا ۲۰۰۲ ریاست یایاسان هاک را برعهده داشت.

### سازمان ملل
در ۱۹۹۹ لوپز در جلسه ویژه شورای حقوق بشر سازمان ملل متحد در مورد مشکلاتی که او و سایر شهروندان تیمور شرقی در جریان اشغال این کشور توسط اندونزی با آن مواجه بودند، سخنرانی کرد. لوپز توضیح داد که شبه نظامیان تحت حمایت اندونزی خانه و دفتر او را در سپتامبر ۱۹۹۹ ویران کردند. همچنین اشاره کرد که او به دلیل موقعیتش که وکیل حقوق بشر می‌باشد، تهدید به مرگ شده است. لوپز در ۲۰۰۲ به عنوان یکی از اعضای اداره انتقالی سازمان ملل در کمیسیون خدمات قضایی انتقالی تیمور شرقی سوگند یاد کرد.

### کار کمیسیون حقیقت
لوپز در ۲۰۰۲ در زمان مدیریت «اداره انتقالی سازمان ملل در تیمور شرقی» به عنوان کمیسر «کمیسیون پذیرش، حقیقت و آشتی در تیمور شرقی» معرفی شد و سپس به عنوان رئیس کمیسیون انتخاب گردید. این کمیسیون تا ۲۰۰۵ دوام آورد و موارد نقض حقوق بشر را که در جریان تهاجم به تیمور شرقی رخ داده بود، بررسی کرد. او همچنین به عنوان کمیسر «کمیسیون حقیقت و دوستی اندونزی- تیمور شرقی» نیز خدمت کرده است.

### زندگی سیاسی
لوپز عضو «جبهه انقلابی مستقل برای تیمور شرقی»، یکی از احزاب سیاسی اصلی تیمور شرقی است. او اولین بار در ۲۰۰۲ انتخاب شد و سپس به عنوان رهبر پارلمانی جبهه انقلابی انتخاب گردید. در ۲۰۱۷–۲۰۱۸، زمانی که «جبهه انقلابی مستقل برای تیمور شرقی» در دولت بود، او رئیس پارلمان ملی آن شد.

## تمجیدها
در ۲۰۰۱، لوپز به عنوان یکی از همکاران آشوکا «سازمانی بین‌المللی که کارآفرینی اجتماعی را ترویج می‌کند» معرفی شد. لوپز همچنین در ۲۰۰۳ جایزه رامون مگسیسی را به دلیل ایستادگی شجاعانه‌اش برای عدالت دریافت کرد.